# Robert Birenbaum
Pour les articles homonymes, voir Birenbaum.
Robert Birenbaum, né le 21 juillet 1926 à Paris, est un résistant français.
En 2025, il est l'un des derniers survivants parmi les Résistants de la Seconde Guerre mondiale.

## Biographie

### Origine et enfance
Fils de Moshe et Rywka Birenbaum, un couple d'épiciers juifs émigrés ayant fui la Pologne, Robert Birenbaum naît à Paris le 21 juillet 1926,. Ses parents, naturalisés français en 1935, tiennent une épicerie dans le 19e arrondissement de la capitale.

### Résistance pendant la Seconde Guerre mondiale
Membre des Jeunesses communistes, il choisit de s'engager dans la Résistance à l'invitation de sa tante Dora, elle-même communiste et résistante.
Le 17 juillet 1942, au lendemain de la rafle du Vel d'Hiv à laquelle il a échappé, il rejoint la Résistance à l'âge de 15 ans.
Il adopte le pseudonyme de « Guy », en hommage au militant communiste et résistant fusillé en 1941 Guy Môquet : « On avait presque le même âge : il avait été arrêté à 16 ans et assassiné un an plus tard par les nazis. Ça aurait pu être moi… ».
Durant la guerre, Robert Birenbaum est notamment chargé du recrutement pour les Francs-tireurs et partisans (FTP).
Alors qu'il souhaitait prendre part à la lutte armée et devait intégrer les FTP le 17 novembre 1943, il apprend l'arrestation la veille des membres du « Groupe Manouchian ».
En août 1944, il participe à la Libération de Paris ; à cette occasion, il est chargé d’organiser le soulèvement des 18e, 19e et 20e arrondissements de la capitale.

### Témoignage et reconnaissance
Le 18 juin 2023, il reçoit la Légion d’honneur des mains du président de la République Emmanuel Macron au mont Valérien.
En février 2024, il publie ses mémoires aux éditions Stock sous le titre 16 ans, résistant,.

## Vie privée
Il épouse la Polonaise Tauba Zylbersztejn (1928-2009), rencontrée le 25 août 1944, jour de la Libération et dont la vie à Paris pendant l'Occupation a été retracée dans le documentaire de Ruth Zylberman, Les enfants du 209 rue Saint-Maur Paris Xe. Un long-métrage intitulé La Vie devant moi, réalisé par Nils Tavernier, est également en préparation sur l'histoire de celle qui a pris le prénom de Thérèse et a vécu enfermée dans un débarras de 6 m2 pendant plus de deux ans,.
Robert Birenbaum est le père de 2 garçons, Alain, médecin, et Guy Birenbaum, journaliste, éditeur et politiste.

## Décorations
- Chevalier de la Légion d'honneur (18 juin 2023)[4].

## Œuvre
- 16 ans, résistant, Paris, Éditions Stock, 2024, 175 p. (ISBN 978-2234096936)[5],[9]